# Septosperma spinosum
Septosperma spinosum är en svampart som beskrevs av Willoughby 1965. Septosperma spinosum ingår i släktet Septosperma och familjen Chytridiaceae.   Inga underarter finns listade i Catalogue of Life.